# Kobo eReader
Pour les articles homonymes, voir Kobo.

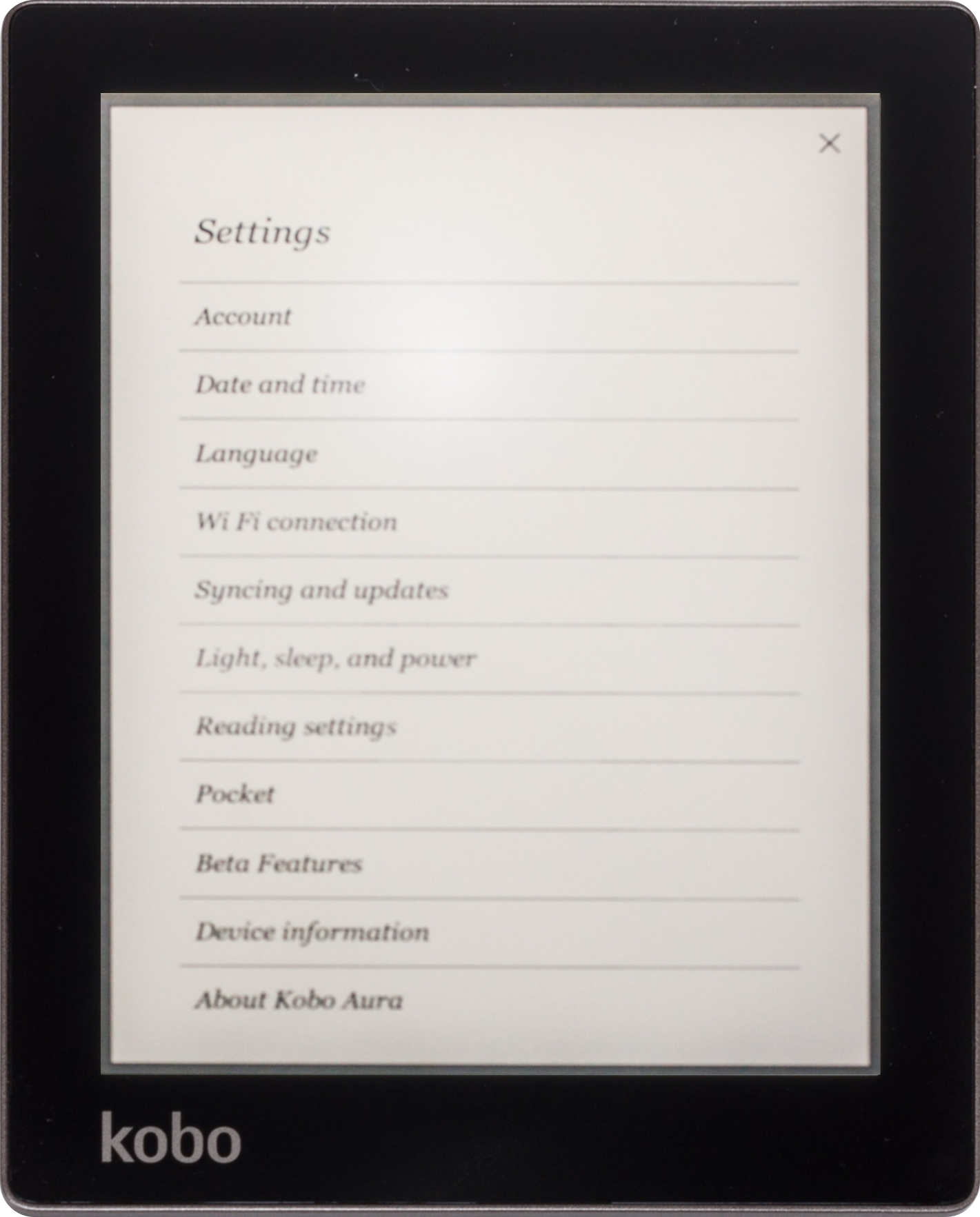
Liseuse Kobo Aura

Le Kobo eReader est une liseuse produite par la compagnie Kobo, basée à Toronto. La première version est sortie en mai 2010 et commercialisée sous la forme d'alternative minimaliste aux livres numériques disponibles alors. Comme la plupart des liseuses, elle utilise un écran en papier électronique (sauf pour la tablette Arc 10HD, vendue entre 2011 et 2013, basée sur la technologie LCD).

## Produits

### Ordre chronologique de sortie
- Comfortlight: Éclairage simple
- Comfortlight Pro: Éclairage à température variable

#### Anciens Modèles
| Date de Sortie | Modèle                  | Écrans | Écrans      | Écrans         | Écrans  | Écrans           | Écrans               | Ergonomie     | Ergonomie | Ergonomie | Ergonomie | Stockage    | Stockage | Prix à la sortie en France |
| Date de Sortie | Modèle                  | Pouces | Résolutions | Type           | Tactile | Éclairage        | Rotation automatique | Forme adaptée | Boutons   | Étanche   | Poids     | Interne     | Externe  | Prix à la sortie en France |
| -------------- | ----------------------- | ------ | ----------- | -------------- | ------- | ---------------- | -------------------- | ------------- | --------- | --------- | --------- | ----------- | -------- | -------------------------- |
| Mai 2010       | Kobo eReader            | 6"     | 170 ppi     | E-Ink          |         |                  |                      |               | D-Pad     |           |           | 1 GB        | 4 GB     | Indisponible               |
| Octobre 2010   | Kobo WiFi               | 6"     | 170 ppi     | E-Ink          |         |                  |                      |               | D-Pad     |           | 221 g     | 1 GB        | 32 GB    | Indisponible               |
| Mai 2011       | Kobo Touch              | 6"     | 170 ppi     | E-Ink Pearl    | X       |                  |                      |               |           |           | 200 g     | 2 GB        | 32 GB    | 129,99€                    |
| Septembre 2012 | Kobo Glo                | 6"     | 213 ppi     | E-Ink Pearl    | X       | Comfortlight     |                      |               |           |           | 185 g     | 2 GB        | 32 GB    | 129,99€                    |
| Septembre 2012 | Kobo Mini               | 5"     | 200 ppi     | E-Ink Pearl    | X       |                  |                      |               |           |           | 134 g     | 2 GB        | 32 GB    | 79,99€                     |
| Avril 2013     | Kobo Aura HD            | 6.8"   | 265 ppi     | E-Ink Pearl HD | X       | Comfortlight     |                      |               |           |           | 240 g     | 4 GB        | 32 GB    | 169,99€                    |
| Août 2013      | Kobo Aura               | 6"     | 213 ppi     | E-Ink Pearl    | X       | Comfortlight     |                      |               |           |           | 174 g     | 4 GB        | 32 GB    | 149,99€                    |
| Octobre 2014   | Kobo Aura H₂0           | 6.8"   | 265 ppi     | E-Ink Carta HD | X       | Comfortlight     |                      |               |           | X         | 233 g     | 4 GB        | 32 GB    | 179,99€                    |
| Mai 2015       | Kobo Glo HD             | 6"     | 300 ppi     | E-Ink Carta HD | X       | Comfortlight     |                      |               |           |           | 180 g     | 4 GB        | No       | 129,99€                    |
| Septembre 2015 | Kobo Touch 2.0          | 6"     | 167 ppi     | E-Ink Pearl    | X       |                  |                      |               |           |           | 185g      | 4 GB        | No       | 89,99€                     |
| Septembre 2016 | Kobo Aura Edition 2     | 6"     | 212 ppi     | E-Ink Carta    | X       | Comfortlight     |                      |               |           |           | 180g      | 4 GB        | No       | 119,99€                    |
| Septembre 2016 | Kobo Aura One           | 7.8"   | 300 ppi     | E-Ink Carta HD | X       | Comfortlight Pro |                      |               |           | X         | 252 g     | 8 GB        | No       | 229,99€                    |
| Mai 2017       | Kobo Aura H₂O Edition 2 | 6.8"   | 265 ppi     | E-Ink Carta HD | X       | Comfortlight Pro |                      |               |           | X         | 210g      | 8 GB        | No       | 179,99€                    |
| Juin 2018      | Kobo Clara HD           | 6"     | 300 ppi     | E-Ink Carta HD | X       | Comfortlight Pro |                      |               |           |           | 166g      | 8 GB        | No       | 129,99€                    |
| Octobre 2018   | Kobo Forma              | 8"     | 300 ppi     | E-Ink Carta HD | X       | Comfortlight Pro | X                    | X             | X         | X         | 197g      | 8 GB, 32 GB | No       | 279,99€                    |
| Septembre 2019 | Kobo Libra H₂O          | 7"     | 300 ppi     | E-Ink Carta HD | X       | Comfortlight Pro | X                    | X             | X         | X         | 192g      | 8 GB        | No       | 179,99€                    |
| Juillet 2020   | Kobo Nia                | 6"     | 212 ppi     | E-Ink Carta    | X       | Comfortlight     |                      |               |           |           | 172g      | 8 GB        | No       | 99,99€                     |
| Aout 2021      | Kobo Elipsa             | 10,3"  | 227 ppi     | E-Ink Carta    | X       | Comfortlight     | X                    | X             |           | X         | 383g      | 32 GB       | No       | 399,99€                    |
| Octobre 2021   | Kobo Libra 2            | 7"     | 300 ppi     | E-Ink Carta HD | X       | Comfortlight Pro | X                    | X             | X         | X         | 215g      | 32 GB       | No       | 189,99€                    |
| Novembre 2022  | Kobo Clara 2E           | 6"     | 300 ppi     | E-Ink Carta HD | X       | Comfortlight Pro |                      |               |           | X         | 171g      | 16 GB       | No       | 149,99€                    |

#### Modèles actuels
| Date de Sortie | Modèle            | Écrans | Écrans                           | Écrans              | Écrans         | Écrans  | Écrans           | Écrans               | Ergonomie     | Ergonomie | Ergonomie | Ergonomie | Processeur  | Batterie | Connectivité          | Connectivité | Connectivité | Stockage | Stockage | Prix à la sortie en France |
| Date de Sortie | Modèle            | Pouces | Résolutions                      | Type                | Affichage      | Tactile | Éclairage        | Rotation automatique | Forme adaptée | Boutons   | Étanche   | Poids     | Processeur  | Batterie | Wi-Fi                 | Bluetooh     | USB          | Interne  | Externe  | Prix à la sortie en France |
| -------------- | ----------------- | ------ | -------------------------------- | ------------------- | -------------- | ------- | ---------------- | -------------------- | ------------- | --------- | --------- | --------- | ----------- | -------- | --------------------- | ------------ | ------------ | -------- | -------- | -------------------------- |
| Octobre 2021   | Kobo Sage         | 8"     | 300 ppi                          | E-Ink Carta HD      | Noir & Blanc   | X       | Comfortlight Pro | X                    | X             | X         | IPX8      | 240,8g    | 4 x 1,8 GHz | 1200 mAh | Wi-Fi 802.11 ac/b/g/n | X            | Type C       | 32 GB    | No       | 289,99€                    |
| Avril 2023     | Kobo Elipsa 2E    | 10,3"  | 227 ppi                          | E-Ink Carta HD      | Noir & Blanc   | X       | Comfortlight Pro | X                    | X             | X         |           | 390g      | 2 Ghz       | 2400 mAh | Wi-Fi 802.11 ac/b/g/n | X            | Type C       | 32 GB    | No       | 399,99€                    |
| Avril 2024     | Kobo Libra Colour | 7"     | 300 ppi (N&B) 150 ppi (couleurs) | E-Ink Kaleido 3     | Couleurs + N&B | X       | Comfortlight Pro | X                    | X             | X         | IPX8      | 199,5g    | 2 x 2,0 GHz | 2050 mAh | Wi-Fi 802.11 ac/b/g/n | X            | Type C       | 32 GB    | No       | 229,99€                    |
| Avril 2024     | Kobo Clara Colour | 6"     | 300 ppi (N&B) 150 ppi (couleurs) | E-Ink Kaleido 3     | Couleurs + N&B | X       | Comfortlight Pro | X                    |               |           | IPX8      | 174g      | 2 x 2,0 GHz | 1500 mAh | Wi-Fi 802.11 ac/b/g/n | X            | Type C       | 16 GB    | No       | 159,99€                    |
| Avril 2024     | Kobo Clara BW     | 6"     | 300 ppi                          | E-Ink Carta 1300 HD | Noir & Blanc   | X       | Comfortlight Pro | X                    |               |           | IPX8      | 174g      | 2 x 2,0 G   | 1500 mAh | Wi-Fi 802.11 ac/b/g/n | X            | Type C       | 16 GB    | No       | 139,99€                    |

## Sources
- (en) Cet article est partiellement ou en totalité issu de l’article de Wikipédia en anglais intitulé « Kobo » (voir la liste des auteurs).